# Hôtel Cazenove de Pradines
L'hôtel Cazenove de Pradines ou hôtel de Bouillé est un hôtel particulier de style néo-classique bâti à la fin du XVIIIe siècle, situé dans la rue Georges-Clemenceau, à Nantes, en France. L'immeuble a été inscrit au titre des monuments historiques en 1988. Il est bâti symétriquement avec un hôtel jumeau, l'hôtel de la Pilorgerie.

## Historique
L'hôtel est construit entre 1770 et 1780. Les façades et toitures sur rue sont inscrites aux monuments historiques par arrêté du 24 octobre 1988.

## Architecture
Le plan des hôtels particuliers jumeaux, l'hôtel de la Pilorgerie (no 15 de la rue Georges-Clemenceau) et l'hôtel Cazenove de Pradines, est original par rapport aux autres demeures du même genre dans le Nantes de cette époque. Il semble qu'il n'existe dans la ville qu'un seul autre bâtiment du XVIIIe siècle respectant ce type d'ordonnancement, où une porte s'ouvre sur une cour formée de trois ailes d'un même édifice (il s'agit de l'hôtel de Commequiers, au no 10 de la rue du Roi-Albert). La façade de l'hôtel Cazenove de Pradines est surmontée d'un fronton présentant des armoiries.